# Congotzio
Congotzio är en ort i Mexiko.   Den ligger i kommunen Copándaro och delstaten Michoacán de Ocampo, i den centrala delen av landet, 230 km väster om huvudstaden Mexico City. Congotzio ligger 1 842 meter över havet och antalet invånare är 124.
Terrängen runt Congotzio är kuperad åt sydväst, men åt nordost är den platt. Runt Congotzio är det ganska tätbefolkat, med 172 invånare per kvadratkilometer. Närmaste större samhälle är Cuitzeo del Porvenir, 15,7 km öster om Congotzio. I omgivningarna runt Congotzio växer huvudsakligen savannskog.